# Le avventure di Sherlock Holmes

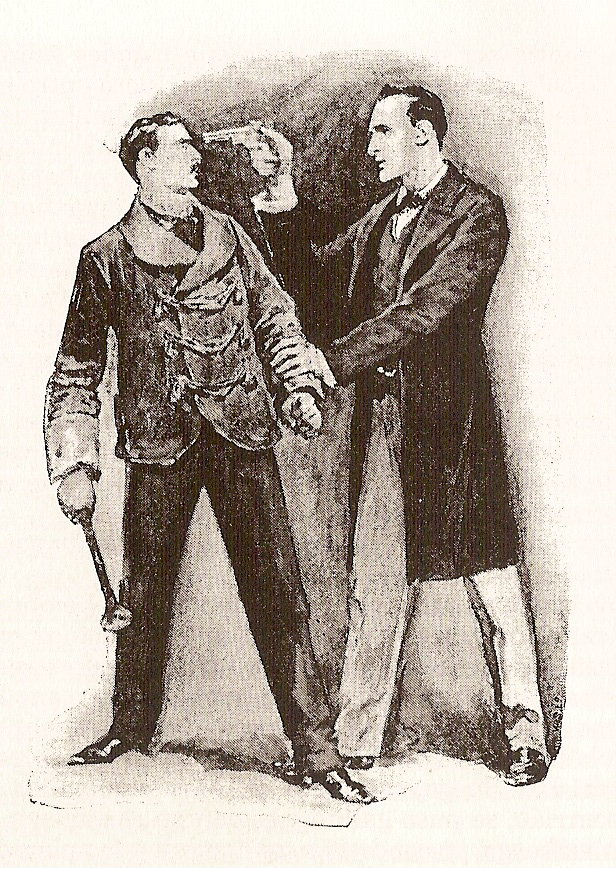
Illustrazione tratta dallo Strand Magazine, 1892, di Sidney Paget (1860-1908)

Le avventure di Sherlock Holmes (1892) è una raccolta di 12 racconti di Arthur Conan Doyle, con protagonista Sherlock Holmes. La raccolta venne pubblicata per la prima volta nel 1892, anche se i racconti che la compongono furono editi individualmente sullo Strand Magazine tra il giugno 1891 e il giugno 1892, arricchiti dalle illustrazioni di Sidney Paget.
Nel 1987 il critico e scrittore H. R. F. Keating ha inserito The Adventures of Sherlock Holmes nella lista dei 100 migliori gialli letterari della storia del poliziesco.

## Protagonisti

### Sherlock Holmes
Sherlock Holmes rappresenta l'investigatore per antonomasia, criminologo e uomo d'azione, dotato di un'altissima capacità deduttiva con la quale cerca prove fisiche e materiali per risolvere le sue indagini (caratteristiche mancanti nell'altro grande detective della narrativa inglese, Hercule Poirot). In questi dodici casi Holmes appare in splendida forma: il suo amore per la verità lo spinge a portare a termine le indagini anche senza un compenso.

### John H. Watson
Il Dottor Watson è la fedele spalla di Holmes. In questi racconti svolge la funzione di io narrante, anche se Doyle non gli dedica uno spazio proprio, come invece accade nei romanzi (ad esempio ne Il segno dei quattro o ne Il mastino dei Baskerville).

## I racconti
La raccolta è composta da dodici racconti, in alcuni casi è riportato più di un titolo in italiano visto che talvolta nelle diverse edizioni i titoli dei racconti sono stati tradotti in modo diverso. Il mese di pubblicazione è relativo alla prima pubblicazione sullo Strand Magazine.
| Titolo                                                               | Titolo originale                       | Pubblicazione  | Trama |
| -------------------------------------------------------------------- | -------------------------------------- | -------------- | --- |
| Uno scandalo in Boemia                                               | A Scandal in Bohemia                   | luglio 1891    | Questo caso è considerato da Holmes uno dei suoi più grandi fallimenti. Il re ereditario di Boemia si presenta a casa di Holmes sotto mentite spoglie per affidargli il compito di recuperare delle foto compromettenti che lo ritraggono con Irene Adler, donna di spettacolo e avventuriera che desidera renderle pubbliche con l'intento di ostacolare l'imminente matrimonio del nobiluomo. Il detective inizia le indagini e, travestito da vagabondo, si aggira nei dintorni della casa di Irene, venendo inaspettatamente coinvolto nel matrimonio segreto dell'attrice con un avvocato, che gli chiede di fare da testimone. Successivamente Holmes e Watson simulano una rissa, nella quale il detective, travestito da prete, finge di rimanere ferito nel tentativo di difendere Irene, che lo invita ad entrare a casa sua per ringraziarlo. Watson dall'esterno lancia un fumogeno, spingendo la donna a dirigersi verso il nascondiglio della fotografia, per salvarla da un possibile incendio. Irene però capisce il trucco e riesce a scappare portando con sé la fotografia, dopo averla sostituita con una propria, con tanto di dedica nella quale si complimenta con il detective per la sua arguzia. Lo stesso Holmes appare colpito dall'ingegno e dall'abilità della donna, tanto che, quando il principe si offre di pagargli i servizi resi, sceglie di tenere la foto della donna, senza accettare nient'altro. |
| La Lega dei Capelli Rossi                                            | The Adventure of the Red-Headed League | agosto 1891    | Nel 1999 La Lega dei Capelli Rossi si è classificata seconda (dietro a L'avventura della fascia maculata) in un sondaggio che ha coinvolto molti appassionati e studiosi delle opere relative all'immaginario detective. La storia vede Sherlock Holmes e il dottor Watson alle prese con il caso di Jabez Wilson, proprietario di un piccolo negozio di pegni. Wilson racconta ai due amici che il suo nuovo dipendente, Vincent Spaulding, lo aveva convinto a candidarsi come membro di una fantomatica associazione nota come la Lega dei Capelli Rossi. Il requisito fondamentale per entrare a far parte della Lega era quello di possedere i capelli di un bel color rosso acceso. Nonostante la grande concorrenza, Wilson era riuscito a superare con successo la selezione, ottenendo un lavoro ben retribuito, che consisteva nel rimanere all'interno dell'edificio della Lega per tutto il mattino, a ricopiare l'enciclopedia britannica. Un giorno però Wilson, dopo essersi recato al lavoro, aveva trovato l'ufficio chiuso, con tanto di cartello che informava circa lo scioglimento della Lega dei Capelli Rossi. Dopo aver ascoltato il racconto, Holmes intuisce immediatamente che l'impiego offerto a Wilson era una scusa per tenerlo lontano dal suo negozio. Dopo aver fatto un giro intorno alla bottega il mistero è svelato: mentre Wilson era via il suo dipendente scavava una galleria che, partendo dalla cantina del negozio di pegni raggiungeva una nota banca londinese. Perciò Holmes, Watson e la polizia decidono di aspettare il ladro ed i suoi complici all'interno della banca, provvedendo ad arrestarli immediatamente. |
| Un caso di identità                                                  | A Case of Identity                     | settembre 1891 | Edito sullo Strand Magazine insieme ad altri cinque racconti, sotto il titolo collettivo di Uno scandalo in Boemia. La giovane ereditiera Mary Sutherland si presenta da Holmes e Watson, chiedendogli di ritrovare il suo promesso sposo Hosmer Angel, scomparso mentre si recavano in chiesa per sposarsi. La ragazza vive con la madre vedova che si è risposata con il giovane Windibank, contrario a qualsiasi forma di vita sociale della giovane. Durante una festa però Mary conosce Hosmer, che la corteggia fino a convincerla a sposarlo. La madre dà il suo consenso alle nozze, perciò i fidanzati decidono di mettere il patrigno di fronte al fatto compiuto. Prima di arrivare all'altare Hosmer chiede a Mary di essergli fedele qualsiasi cosa accada, e la ragazza gli giura fedeltà eterna. Holmes scopre agevolmente che Windibank si è travestito mascherando voce e aspetto per provocare nella ragazza una delusione tale che la facesse rimanere in famiglia, in modo da non perdere la sua cospicua rendita. Il detective decide di non rivelare la verità alla giovane, tentando di convincerla a lasciarsi alle spalle il ricordo di Hosmer, ma Mary è fermamente decisa a tenere fede alla promessa fatta. |
| Il mistero di Boscombe Valley                                        | The Boscombe Valley Mystery            | ottobre 1891   | L'ispettore Lestrade chiede aiuto ad Holmes per risolvere il caso di assassinio di un vecchio proprietario terriero, il signor Charles McCarthy, trovato morto in riva a un laghetto. Tutte le testimonianze danno come colpevole il figlio della vittima, James, ma Holmes è convinto della sua innocenza. Alice Turner, la figlia del più grande proprietario terriero della zona, implora Holmes e Watson di provare l'innocenza del ragazzo, che per lei è come un fratello. I genitori dei due giovani erano entrambi espatriati in Australia in gioventù, ma tra di loro non correva buon sangue. Holmes scopre che l'assassino è il padre di Alice, il signor Turner, che durante il soggiorno in Australia, a causa di gravi difficoltà economiche, era entrato a far parte di in una banda criminale. I malviventi avevano deciso di assaltare un carro appartenente ad alcuni ufficiali, tra cui McCarthy. Durante gli scontri morirono molti soldati. Una volta tornato in Inghilterra, Turner aveva completamente cambiato il suo stile di vita finché non aveva incontrato nuovamente Charles, che aveva cominciato a ricattarlo, facendogli cedere molti dei suoi terreni. Accecato dall'avidità, McCarthy era arrivato a chiedere al suo rivale di concedere la mano di Alice a suo figlio James, suo unico erede. Grazie a questo matrimonio, alla morte di Turner, ormai gravemente malato, Charles avrebbe ereditato tutti i suoi terreni tramite James. Il padre della ragazza però non voleva assolutamente concedere la mano di Alice e decise di affrontare McCarthy in riva al laghetto uccidendolo. Holmes decide di non incriminare il signor Turner, che muore dopo soli sette mesi. Il ragazzo viene definitivamente assolto grazie ad un cavillo escogitato da Holmes. |
| I cinque semi d'arancio                                              | The Five Orange Pips                   | novembre 1891  | Il giovane John Openshaw chiede l'aiuto di Holmes per far luce sulla misteriosa morte di suo zio Elias, scappato dagli Stati Uniti alla fine della guerra di secessione americana perché in disaccordo con l'abolizione della schiavitù. Nel 1883 il signor Elias Openshaw aveva ricevuto una misteriosa busta proveniente dall'India, firmata KKK, contenente cinque semi d'arancio. In seguito, dopo avere bruciato alcuni documenti, era stato trovato morto per cause apparentemente naturali. Nel 1885 il padre di John Openshaw, unico erede del fratello Elias, aveva ricevuto la stessa missiva, stavolta proveniente da una città inglese, con allegati i semi d'arancio e la richiesta di alcuni documenti dei quali ignorava l'esistenza; poco dopo era stato ritrovato morto. Una terza e ultima lettera era poi giunta da Londra, indirizzata a John, che aveva deciso perciò di rivolgersi al detective. Holmes non riesce a salvare la vita del giovane, ma scopre che le missive sono state inviate dal Ku Klux Klan, l'organizzazione anti-abolizionista americana della quale lo zio Elias faceva parte. Dopo essersi reso conto che le lettere provenivano tutte da città portuali, attraverso ricerche sui dati di imbarco e sulle rotte, il detective riesce ad individuare la nave degli assassini e il suo prossimo scalo, telegrafando così le sue scoperte alle autorità del luogo. Holmes viene poi a sapere che la nave non ha mai raggiunto il porto perché è stata distrutta da una tempesta. |
| L'uomo dal labbro spaccato (L'uomo dal labbro storto)                | The Man with the Twisted Lip           | dicembre 1891  | Neville St. Clair, onesto e benestante cittadino, è scomparso dopo essersi recato nella City per affari. La moglie, passando per caso accanto ad una fumeria d'oppio, lo vede sporgersi da una finestra con un'espressione agghiacciante sul viso. Decide di entrare nella casa, ma non trova nessuno a parte un indiano, proprietario del locale, e un barbone. La signora, allarmata, chiama la polizia, che perquisendo le stanze trova i vestiti di Neville e alcune chiazze di sangue sulla finestra. Sotto la stessa finestra, nel Tamigi, viene ritrovato un cappotto con le tasche piene di penny. Il barbone, Hugh Boone, viene arrestato per omicidio e la signora St. Clair si rivolge a Holmes per far luce sul mistero. Il detective, dopo varie ispezioni e una notte di meditazione, si reca al penitenziario e lava per bene il barbone, scoprendo che in realtà si tratta dello stesso Neville St. Clair. L'uomo si trova costretto a confessare di aver condotto una doppia vita: grazie alla sua esperienza di attore aveva imparato a truccarsi bene, cosa tornatagli utile durante la sua breve carriera giornalistica quando, dovendo scrivere un pezzo sui barboni, si era travestito da venditore di fiammiferi, incassando molti soldi. Infine Neville era diventato un uomo d'affari ma, insoddisfatto dai suoi guadagni, aveva deciso di tornare a fare il barbone. Dopo aver scorto sua moglie dalla finestra, terrorizzato dall'idea che avrebbe potuto scoprire il suo umiliante segreto, aveva buttato il cappotto nel Tamigi, e nella fretta aveva urtato la finestra riaprendo una vecchia ferita. Neville promette a Holmes di redimersi in cambio del suo silenzio con la moglie. |
| L'avventura del carbonchio azzurro                                   | The Adventure of the Blue Carbuncle    | gennaio 1892   | Il signor Peterson si reca da Holmes con un'oca e un cappello e gli racconta come ne è venuto in possesso. Il proprietario di questi oggetti, a seguito di un'aggressione da parte di alcuni teppisti, li aveva abbandonati fuggendo al sopraggiungere di Peterson, per non essere incolpato della rottura di una vetrina durante lo scontro. Mentre cerca di capire chi sia il proprietario, Holmes lascia l'oca a Peterson per cucinarla il giorno di Natale. Ben presto il cliente torna dal detective portando con sé il carbonchio azzurro, una pietra di grande valore appartenuta alla contessa di Morcar, rubata qualche giorno prima e casualmente ritrovata da Peterson all'interno dell'animale. Per il furto era già stato arrestato l'idraulico John Horner. Holmes riesce a rintracciare un certo Baker, l'uomo che aveva perso l'oca, scoprendo l'indirizzo del pub che gli ha venduto il volatile, risalendo poi al suo fornitore, un commerciante di Covent Garden. Il commerciante si rifiuta di fornire Holmes informazioni sull'origine dell'oca, ma Holmes individua un altro uomo che cerca di ottenere le stesse informazioni, e lo affronta. Si tratta di James Ryder, che si scopre essere il vero colpevole del furto. Ryder aveva rubato la pietra sapendo che i sospetti sarebbero caduti sull'idraulico Horner, in quanto già coinvolto in casi del genere. Il ladro era intenzionato a portare la pietra da un ricettatore, ma nel frattempo l'aveva nascosta dentro un'oca, fra le tante che sua sorella, venditrice di pollame, ingrassava. L'animale venne venduto per errore, giungendo per vie traverse nelle mani di Peterson. Holmes decide comunque di lasciare andare il povero Ryder, date anche le sue difficili condizioni economiche. Ryder emigra, senza presentarsi a testimoniare contro l'idraulico Horner: in questo modo l'accusa viene lasciata cadere. |
| L'avventura della banda maculata (L'avventura della fascia maculata) | The Adventure of the Speckled Band     | febbraio 1892  | Doyle scrisse e produsse una commedia teatrale basata su questa storia: la prima in teatro fu il 4 giugno 1910 all'Adelphi a Londra, con H. A. Saintsbury nei panni di Sherlock Holmes e Lyn Harding in quelli del dottor Grimesby Roylott. Helen Stoner si reca da Holmes perché teme che suo patrigno possa ucciderla. Poco tempo prima sua sorella Julia era morta in circostanze sospette in prossimità del suo matrimonio, grazie al quale avrebbe ricevuto una somma annua di 250 sterline proveniente dal fondo della defunta madre, gestito interamente dal patrigno delle due sorelle, il dottor Grimesby Roylott. Helen, che stava per sposarsi a sua volta, era stata costretta a trasferirsi nella camera in cui era morta sua sorella, a causa di una ristrutturazione voluta dal suo patrigno. Dopo aver svolto delle indagini Holmes arriva a scoprire che il colpevole dell'omicidio di Julia è proprio il suo patrigno, Grimesby Roylott, che ora tenta di fare lo stesso con Helen, servendosi di un serpente velenoso maculato fatto passare nel condotto di aerazione. Holmes e Watson si appostano nella camera di Helen e Julia e riescono a far fuggire il serpente, che ritorna nella stanza accanto attaccando e uccidendo il signor Roylott. |
| L'avventura del pollice dell'ingegnere                               | The Adventure of the Engineer's Thumb  | marzo 1892     | Arriva nello studio medico del dottor Watson un uomo appena giunto dalla stazione ferroviaria, che ha bisogno delle sue prestazioni: il pollice gli è stato mozzato di netto. Watson lo accompagna a casa dell'amico Holmes dove racconta la sua storia: di professione ingegnere, è stato ingaggiato per un notevole compenso da un uomo che, imponendogli il massimo segreto, ha richiesto una consulenza su un'enorme pressa idraulica in una casa di campagna che dovrebbe servire all'estrazione di prezioso idrosilicato di allumina. Giunto sul posto dopo un viaggio notturno l'ingegnere viene dissuaso dal rimanere in quel luogo con una certa veemenza da una donna che parla tedesco. L'ingegnere non si fa scoraggiare e porta a termine la sua consulenza, ma scopre che la storia della lavorazione mineraria è una menzogna: in realtà nella casa si stampa moneta falsa. A questo punto rischia di finire di persona sotto la pressa, come un suo predecessore ingegnere, ma riesce a salvarsi e viene trasportato incosciente alla ferrovia dalla donna. Quando Holmes arriva sul posto con la polizia, la casa è bruciata e i falsari tedeschi sono già fuggiti. |
| L'avventura del nobile scapolo                                       | The Adventure of the Noble Bachelor    | aprile 1892    | Lord St. Simon scrive a Holmes per chiedere il suo aiuto. La sua sposa, l'ereditiera americana Hatty Doran, è scomparsa il giorno stesso delle nozze, durante il banchetto nella casa londinese del padre di lei. La polizia ha arrestato Flora Millar, ballerina amante di St. Simon, che si era presentata furibonda al ricevimento, facendo una scenata all'uomo mentre gli invitati erano già a tavola. Il vestito da sposa di Hatty viene ritrovato nella Serpentine, il laghetto di Hyde Park, con in tasca un biglietto di carta recante le iniziali di Flora, in cui si chiedeva un appuntamento. Holmes non crede alla ricostruzione della polizia; sembra invece piuttosto interessato al racconto che gli è stato fatto riguardo alla strana reazione della sposa alla vista di uno sconosciuto seduto in chiesa tra gli invitati. Scopre così che Hatty si era già sposata una volta, di nascosto dal padre, negli USA, con il minatore Francis Moulton, che tutti credevano morto per mano dei pellirosse: in realtà, scampato alla morte, aveva fatto fortuna, e, sulle tracce di Hatty, si era poi recato in Inghilterra, presentandosi proprio il giorno del matrimonio. A questo punto Lord St. Simon deve rassegnarsi perché la sua unione non è più valida. |
| L'avventura del diadema di berilli                                   | The Adventure of the Beryl Coronet     | maggio 1892    | Un uomo reso quasi folle dalla disperazione bussa alla porta di Holmes. È il banchiere Holder, che ha ricevuto, come garanzia di un prestito di 50 000 sterline, un diadema di diamanti dichiarata patrimonio nazionale. Temendo furti nella cassaforte dell'ufficio, l'ha portata con sé a casa per sorvegliarla di persona. Durante la notte scopre il figlio Arthur, che frequenta amicizie poco raccomandabili, mentre manipola il diadema. Holder chiama la polizia e lo fa arrestare, ma non si riescono a trovare tre dei berilli del diadema. Holmes, nonostante l'evidenza, non crede alla colpevolezza del giovane. Analizzando le tracce sulla neve fuori casa, giunge a una diversa conclusione. Si reca a casa di un amico del giovane e riacquista per 3 000 sterline i gioielli trafugati: l'uomo ha infatti sedotto Mary, la nipote che Holder ha adottato come una figlia, inducendola a sottrarre il diadema e consegnarglielo. Arthur, accortosi della situazione, aveva tentato di fermarlo, ma il ladro era fuggito riuscendo a portare con sé i tre diamanti mancanti. Per non mettere nei guai la cugina Mary, della quale è innamorato, il giovane aveva preferito finire in galera piuttosto che raccontare la verità. |
| L'avventura dei Faggi Rossi                                          | The Adventure of the Copper Beeches    | giugno 1892    | La signorina Hunter si reca da Holmes per chiedere consiglio. È stata assunta come istitutrice, con un notevole compenso, dal signor Rucastle, proprietario della tenuta Faggi Rossi, il quale pone come condizione dell'assunzione che la donna si tagli i capelli e indossi un vestito blu. Il detective le consiglia di accettare e di chiamarlo in caso di bisogno. Due settimane dopo la giovane invia un telegramma ai due amici che accorrono alla tenuta. Miss Hunter crede che qualcuno sia tenuto prigioniero dentro una stanza sbarrata, in un'ala della casa chiusa agli estranei. Inoltre l'istitutrice è convinta che i signori Rucastle stiano facendo di tutto affinché un uomo dall'esterno possa vederla dalla finestra ,di spalle, mentre indossa il vestito blu. Mentre i proprietari sono fuori, Holmes e Watson entrano in casa, ma scoprono che la stanza chiusa è vuota. Una donna di servizio chiarisce il mistero: Alicia, figlia di primo letto del signor Rucastle, si era innamorata di un giovane del luogo, ma si era ammalata perché il padre le aveva impedito di sposarlo, affinché non portasse con sé una parte dell'eredità. Il signor Rucastle aveva deciso di rinchiudere sua figlia in una stanza e aveva ingaggiato Miss Hunter, straordinariamente somigliante ad Alicia, per convincere il giovane a desistere. La governante approfittando dell'assenza dei padroni aveva aiutato la giovane a fuggire. Rucastle sorprende Holmes e Watson nella sua proprietà e libera il suo mastino, che lo azzanna mutilandolo. |

## Cinema
Nel 1939 la 20th Century Fox ha distribuito un film omonimo, dove il protagonista viene interpretato da Basil Rathbone, che non ha nulla a che fare con la fonte letteraria.

## Televisione
Nel 1984-1985 la Granada TV ha proposto una trasposizione televisiva delle avventure di Sherlock Holmes, interpretata da Jeremy Brett e affiancato da David Burke, nel ruolo del dottor Watson. La serie è divisa in due stagioni e raccoglie tredici episodi.

## Citazioni letterarie
La raccolta viene citata da P.G. Wodehouse nel romanzo umoristico Le imprudenze di Archie pubblicato nel 1921: Lord Seacliff, amico ubriacone del protagonista Archie Moffam, non riuscendo a prendere sonno, decide di leggere il libro ed, in particolare il racconto "L'avventura della banda maculata". Questi, suggestionato dalle vicende narrate e violentemente terrorizzato dai serpenti, rimane letteralmente sconvolto quando, poi, vede materializzarsi davanti a sé, come nel racconto citato, un serpente vero. La circostanza, come in tutti i romanzi dello scrittore inglese, è fonte di equivoci e di esilarati sviluppi farseschi, resi ancora più comici dal confronto con il racconto citato, all'epoca famosissimo.
Così Wodehouse riassume la trama:
" Il racconto, come si ricorderà, parla delle attività di un ingegnoso signore che teneva un serpente e che aveva l'abitudine di lasciarlo andare libero per le camere da letto della gente come preliminare alla riscossione della loro polizza assicurativa".